# NGC 354
NGC 354 è una galassia a spirale barrata situata nella costellazione dei Pesci.
Fu scoperta il 24 ottobre 1881 da Édouard Stephan.